# Liste von unbewohnten Inseln und Inselgruppen (Binneninsel)
In die Liste von unbewohnten Inseln und Inselgruppen (Binneninsel) gehören nur in einem Binnengewässer (See oder Fluss) gelegene Inseln oder Inselgruppen, also nur sogenannte Binneninseln, die entweder noch nie von Menschen bewohnt waren oder seit längerer Zeit nicht mehr dauerhaft besiedelt sind. Befindet sich auf einer Binneninsel lediglich ein Leuchtturm, eine Forschungsstation oder eine ähnliche Einrichtung, gilt die Insel auch dann als unbewohnt, wenn sich dort ab und zu einige Personen aufhalten.
Binneninseln einer gemeinsamen Inselgruppe bitte unterhalb der Bezeichnung der Inselgruppe einfügen.

## Afrika

### Gambia
- Ba Faraba Island
- Baboon Islands (Inselgruppe)
- Bird Island
- Brikama Island
- Dankunku Island
- Deer Island
- Dog Island
- Elephant Island
- Kunta Kinteh Island
- Kai Hai Islands (Inselgruppe)
- Little Pappa Island
- Miniang Island
- Njubou Island
- Pangon Island
- Pappa Island
- Pasari Island
- Pelican Island
- Sansankoto Island
- Sapu Island
- Tanbi Wetland Complex (Mangrovenwald):
  - Chitabong Island
  - Daranka Island
  - Lamin Island

### Sierra Leone
- Bunce Island

## Asien

### Volksrepublik China
- Abagaitu Zhouzhu

### Russland(asiatischer Teil)
- Krenizyn
- Jarki

### Türkei(asiatischer Teil)
- Akdamar
- Arter

## Europa

### Deutschland
- Bacharacher Werth
- Bismarckinsel
- Brehminsel
- Christlieger
- Forstwerder
- Graswerth
- Hanfwerder
- Herseler Werth
- Horst-Insel
- Hoy
- Imchen
- Kaninchenwerder
- Krautinsel
- Liebesinsel
- Lieps
- Lorcher Werth
- Mariannenaue
- Mühlwörth
- Pagensand
- Rabeninsel
- Rethwiese
- Roseninsel
- Schalch
- Schwarztonnensand
- Schwedeninsel
- Vogelinsel

### Frankreich
- Île des Faisans (Kondominium mit Spanien)

### Italien
- Isola Polvese
- Trimelone

### Nordmazedonien
- Golem Grad

### Schweiz
- Vogelraupfi

### Serbien
- Ostrvo
- Šarengradska Ada (Umstrittenes Gebiet)
- Vukovarska Ada
- Große Kriegsinsel

### Spanien
- Isla de los Faisanes (Kondominium mit Frankreich)